# Oddane
Oddane est une île dans le landskap Sunnhordland du comté de Vestland. Elle appartient administrativement à Øygarden.

## Géographie
Rocheux et désertiques, à fleur d'eau, il s'agit de divers îlots épars qui s'étendent sur environ 287 m de longueur pour une largeur approximative de 179 m.